# Nesa

Mapa centralnej Anatolii w okresie istnienia tam asyryjskich kolonii handlowych (XX-XVIII w. p.n.e.)

Mapa hetyckiej Anatolii z zaznaczonym położeniem miasta Nesa

Nesa (Kanesz, Kanisz) – starożytne miasto w Anatolii; obecnie stanowisko archeologiczne na wzgórzu Kültepe, na pn.-wsch. od miasta Kayseri w Turcji. Od nazwy miasta Hetyci utworzyli nazwę swojego języka – nasili /nesumnili (właśc. język nesycki).

## Historia
W trakcie prowadzonych w Kültepe od 1906 roku wykopalisk odkryto tu tysiące glinianych tabliczek (tzw. „tabliczki kapadockie”), pokrytych pismem klinowym w dialekcie staroasyryjskim. Ich odczytanie pozwoliło ustalić, że w Kanesz na początku II tysiąclecia znajdowała się asyryjska kolonia handlowa. Początkowo sądzono, że bezpośrednią władzę nad miastem sprawował król miasta Aszur, jednak późniejsze wykopaliska wykazały, że podlegało ono miejscowemu władcy i tzw. "wielkim" – zwyczajowo naczelnikom poszczególnych grup rzemieślniczych i administracyjnych, rezydujących w pałacu, skąd odbywało się zarządzanie osadą kupiecką – karum – znajdującą się poza murami miasta. Karum było zobowiązane do płacenia pałacowi cła i zapewnienia urzędnikom prawa pierwokupu. Pośrednikiem pomiędzy pałacem a osadą kupiecką była organizacja kupiecka, nazywana również karum.
Pod względem etnicznym kolonia Kanesz była zróżnicowana, wskazują na to badania onomastyczne. W północnej części dzielnicy kupieckiej mieszkali kupcy z północnej Mezopotamii i Syrii – Asyryjczycy i Amoryci. Na południu znajdowała się część anatolijska i luwijska, przy czym Luwijczycy stanowili mniejszość. Na budynki mieszkalne północnej części składały się niewielkie domostwa, w części południowej zaś stawiano duże domy zarówno parterowe, jak i piętrowe.
Mieszkańcy karum porozumiewali się w dialekcie staroasyryjskim. Prawdopodobnie w XX wieku p.n.e. kupcy asyryjscy w tym regionie jako jedyni posiadali własne pismo. Ta znajomość była niezbędna dla zawierania transakcji handlowych i załatwiania spraw sądowych, o których złożoności świadczą odkryte tabliczki.
W Anatolii II tysiąclecia p.n.e. znajdowało się około dziecięciu karum, których nazwy ustalono na podstawie badań nad "tabliczkami kapadockimi". Położenie dwóch z nich udało się zidentyfikować – Amkuwa i Hattusas. Nie podlegały miejscowym książętom i utrzymywały ścisłe kontakty z Kanesz, któremu płaciły podatki. Karum w Kanesz zajmowało się bowiem pośredniczeniem pomiędzy północnymi koloniami handlowymi a Aszur, organizowało karawany, było punktem przeładunkowym sprowadzanej z północy miedzi i zapewniał przechowywanie towarów. Kupcom, udającym się z południa na północ, Kanesz nakładał cła wyłącznie na cynę, co udowadnia tezę o niezależności Kanesz od Aszur. Za pośrednictwem miasta odbywał się ponadto handel tkaninami wełnianymi, złotem, srebrem i towarami luksusowymi.
Pod koniec XIX wieku p.n.e. hetycki władca Kussary – Pithana – rozpoczął z powodzeniem proces zjednoczenia północnych miast anatolijskich. Politykę Pithany kontynuował jego syn – Anitta. Działalności obu władców sprzyjały prawdopodobnie nieporozumienia pomiędzy Kanesz a północnymi karum.
Badania archeologiczne poziomu II Kanesz wykazały, że około 1820 roku p.n.e. miasto zostało strawione przez pożar. Wydarzenie to łączy się z zajęciem osady przez Hetytów. Potwierdza to, po pierwsze, źródło z XIV wieku p.n.e., będące kopią starszego tekstu, które dostarczyło informacji o zdobyciu przez Hetytów miast Nesa i Hattusas (Nesa jest identyfikowana z Kanesz). Po drugie, w późniejszej chronologicznie warstwie Ib znaleziono tabliczki z imionami Pithany i Anitty oraz sztylet z inskrypcją pałac Anitty, księcia.

## Asyryjska kolonia w Kanesz
Istnienie asyryjskiej kolonii handlowej w dolnym mieście w Kanesz potwierdzone jest w warstwach II i Ib. Kolonia z warstwy II powstała najprawdopodobniej w 2 połowie XX wieku p.n.e., kiedy to na tronie miasta-państwa Aszur zasiadał Eriszum I (1974-1935 p.n.e.). W warstwie tej odnaleziono blisko sto domów należących do kupców asyryjskich, w większości których zachowały się archiwa należące do ich mieszkańców. W sumie archiwa te dostarczyły ok. 23 tysięcy tabliczek. Okres największego rozkwitu kolonii, poświadczony największą liczbą datowanych dokumentów pochodzących z głównych archiwów, zaczął się najprawdopodobniej w połowie panowania Sargona I (ok. 1900 p.n.e.) i trwał przez następne ok. 40-45 lat. Nagły i gwałtowny upadek tej kolonii nastąpił ok. 1837 r. p.n.e., kiedy to zniszczona ona została w pożarze.
Asyryjscy kupcy ponownie pojawili się w Kanesz po ok. 35 latach, w okresie rządów asyryjskiego króla Szamszi-Adada I (1808-1776 p.n.e.). Ślady ich obecności odkryto w warstwie Ib. Kolonia ta była mniejsza od poprzedniej, a wiele domów w niej nie należało już do Asyryjczyków, tylko najprawdopodobniej do miejscowych kupców. Z tej fazy istnienia kolonii znanych jest jedynie ok. 340 tabliczek. Z zachowanych kopii asyryjskiej listy eponimów odnalezionych w Kanesz wynika, iż kolonia Ib istnieć mogła aż do ok. 1725-1720 r. p.n.e. Jej upadek był najprawdopodobniej rezultatem wojen, które prowadziły wówczas ze sobą różne anatolijskie królestwa.

## Religia
Staroasyryjskie teksty z karum Kanesz wspominają o kulcie miejscowego, anatolijskiego boga o imieniu Anna (zapisywane A-na, A-na-a, An-na, dA-na), który w mieście tym miał mieć swą świątynię, kapłanów i własne obchodzone święto. Z pewnej wzmianki w jednym z tekstów można domniemywać, iż Anna mógł być bóstwem opiekuńczym Kanesz. Chodzi tu o tekst ze sprawą rozwodową, w którym mowa jest o przysiędze składanej na boga Aszura, boga Annę, władcę (asyryjskiego) i władcę Kanesz (rabi sikkatim). Małżonką Anny mogła być ilat ālim („bogini miasta”), której kapłan wymieniany jest jako świadek w jednym z tekstów, ale jej imię nie jest znane.